# مارک گدارد
مارک گدارد (انگلیسی: Mark Goddard؛ زادهٔ ۲۴ ژوئیهٔ ۱۹۳۶ - ۱۰ اکتبر ۲۰۲۳) بازیگر اهل ایالات متحده آمریکا است. وی از سال ۱۹۵۹ میلادی تاکنون مشغول فعالیت بوده‌است.
از فیلم‌ها یا برنامه‌های تلویزیونی که وی در آن نقش داشته است، می‌توان به گمشده در فضا و جانی رینگو اشاره کرد.